# Turbopompa

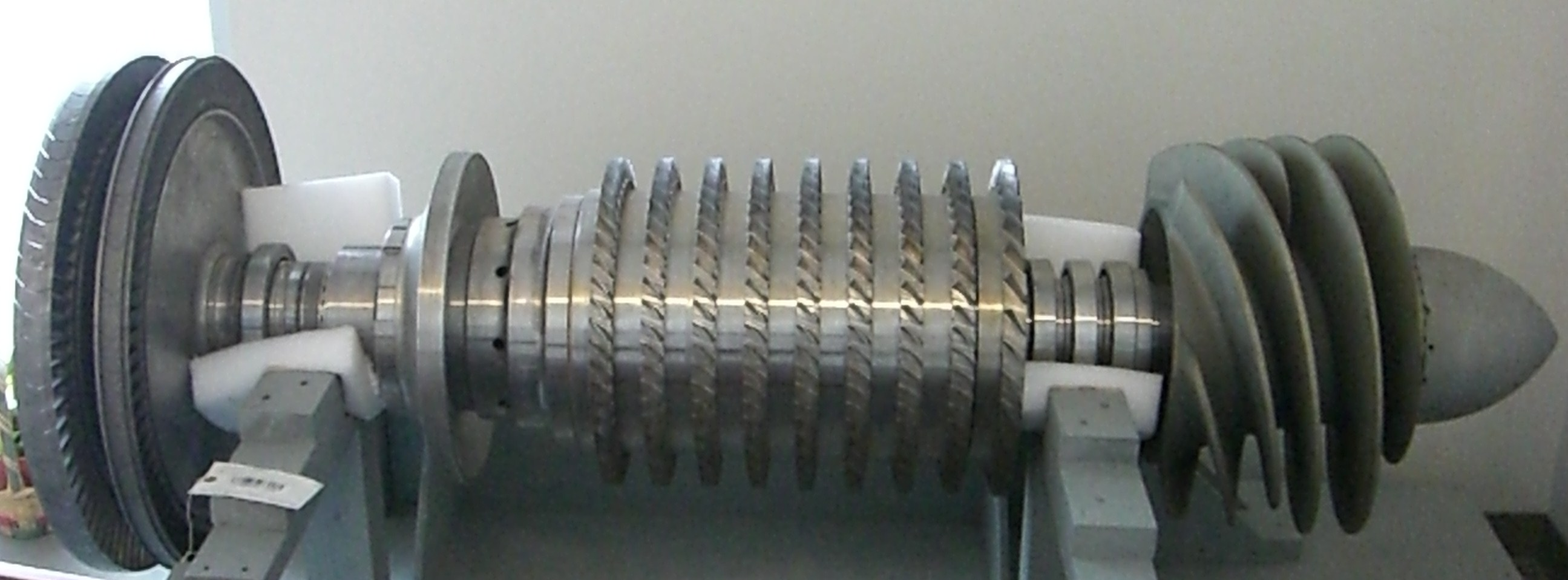
Una turbopompa assiale costruita per l'alimentazione del motore a razzo Aerojet M-1

La turbopompa è una turbomacchina operatrice costituita essenzialmente di una pompa rotodinamica mossa da una turbina a cui è collegata mediante un albero.
Trova largo impiego nei sistemi di alimentazione di motori a razzo a propellente liquido dove garantisce le portate e le pressioni necessarie all'iniezione del propellente in camera di combustione.

## Storia

### Prime applicazioni
Negli ultimi anni della Repubblica di Weimar, si andò formando un piccolo gruppo di amatori di astronautica che, ispirati da un racconto divulgativo di Hermann Oberth (Die Rakete zu den Planetenraumen, I razzi nello spazio interplanetario) prima e da un film di fantascienza del 1929 (Una donna nella luna) poi, iniziarono a studiare la fattibilità di un mezzo con equipaggio per l'esplorazione spaziale riunendosi in una associazione guidata dallo stesso Oberth (Verein für Raumschiffahrt). Sebbene l'idea di un viaggio spaziale fosse stato già in precedenza studiato da altri (in Russia da Konstantin Tsiolkovsky agli inizi del Novecento e da Robert Goddard nei primi anni venti negli Stati Uniti), in Germania trovò terreno fertile per una effettiva applicazione di queste pionieristiche teorie.

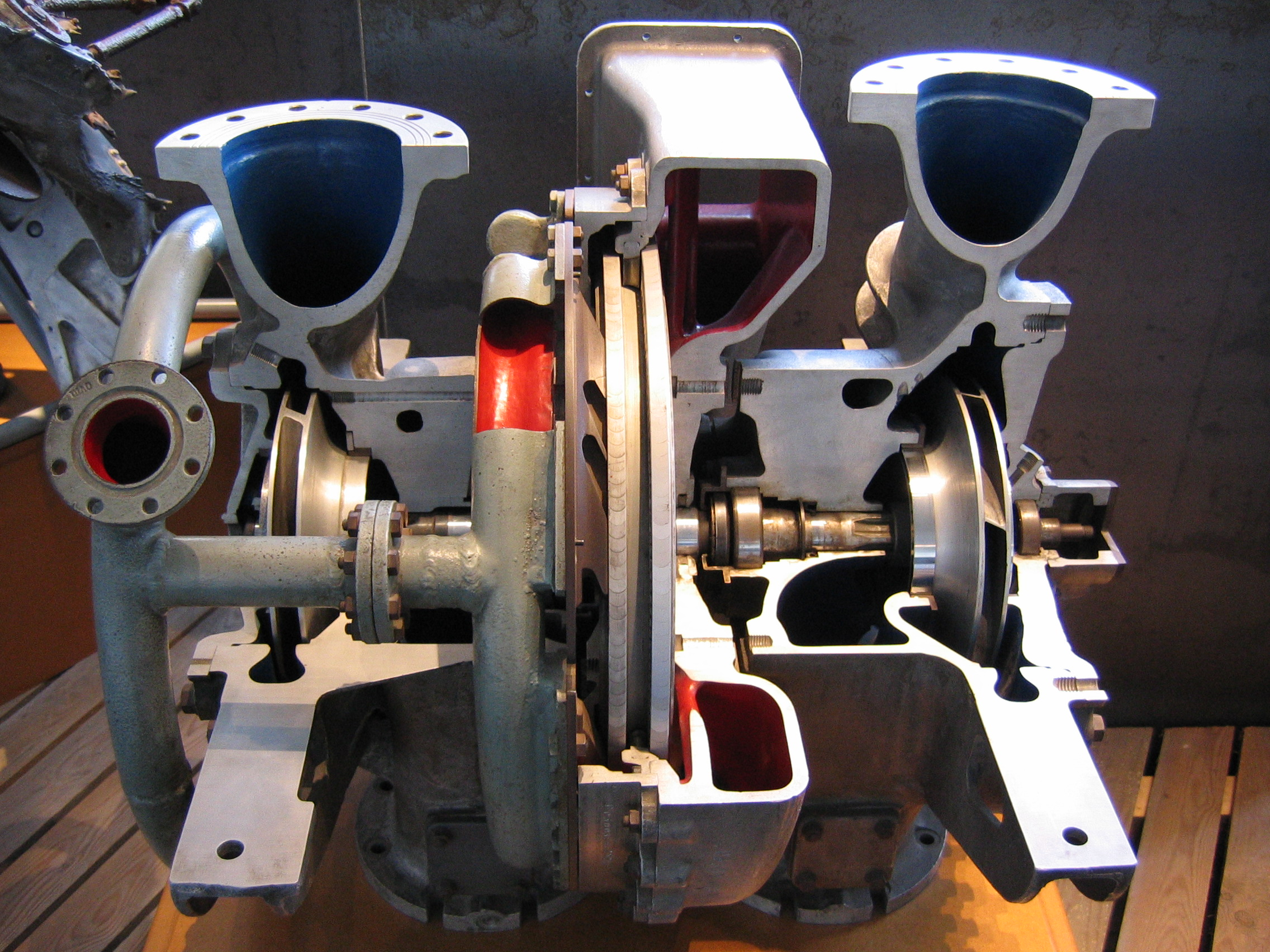
Spaccato di turbopompa installata sulle V2. In rosso il condotto di alimentazione della turbina ed in blu quelli per l'alcol e l'ossigeno liquido.

A differenza dei razzi per artiglieria fino ad allora costruiti che utilizzavano polvere pirica per la propulsione, i vettori oggetto di studio dell'associazione erano tutti a propellente liquido per via delle loro migliori prestazioni teoriche. Esaurita la prima fase di entusiasmo l'associazione si sciolse, ma il sopraggiunto interesse del Reichswehr per questa nuova tecnologia che non era stata presa in considerazione nelle disposizioni per il disarmo della Germania durante il Trattato di Versailles, portarono al finanziamento di un esteso programma di ricerca. La necessità di prestazioni sempre maggiori portarono (a metà del 1935) all'idea di sostituire il sistema di alimentazione alimentato semplicemente dalla pressurizzazione con azoto dei serbatoi di propellente con delle turbopompe, con gran vantaggio nella riduzione del peso dei serbatoi pur aumentando notevolmente la pressione del propellente iniettato in camera di combustione. Wernher von Braun si rivolse alla Klein, Schanzlin & Becker, un'azienda che al tempo si occupava di pompe per l'acqua di grande portata per applicazioni antincendio, ma l'inedito compito di pompare combustibili ed ossidanti (a volte anche criogenici) portò a nuove sfide tecnologiche.
Anche il generatore di gas necessario ad alimentare la turbina fu oggetto di diversi brevetti depositati dal gruppo di ricerca di Peenemünde dove nel frattempo erano state concentrate le attività di ricerca missilistica del Reich. Una delle prime soluzioni prevedeva lo spillamento di una frazione dei gas di combustione della camera principale per spingere le palette della turbina, ma fu solo con la collaborazione di Hellmuth Walter specializzato nell'impiego del perossido di idrogeno che fu possibile costruire generatori di gas affidabili ed efficienti. Le prime applicazioni pratiche di una turbopompa si ebbero sull'He 112 R e He 176 spinti dai motori a razzo di Walter nell'autunno del 1937.
Lo scoppio della seconda guerra mondiale vide un'accelerazione nella produzione di sistemi missilistici sempre più avanzati che culminarono nel missile balistico V2 alimentato da una turbopompa centrifuga da 580 hp in grado di fornire in camera di combustione una portata di 55 litri al secondo di alcol e 70 l/s di ossigeno liquido.

### Sviluppi successivi
Alla fine della seconda guerra mondiale, il know-how del programma missilistico tedesco fu spartito tra le potenze vincitrici. Negli Stati Uniti l'Aerojet e il Jet Propulsion Laboratory, che fino ad allora si erano principalmente occupati di piccoli razzi per il decollo assistito (RATO) a propellente solido, iniziarono a produrre nuove turbopompe per propellenti criogenici. Nel 1948 la Aerojet produsse una turbopompa per idrogeno ed ossigeno liquido basandosi su alcune pompe centrifughe recuperate da alcuni motori a razzo ausiliari BMW 109-718 installati sui Messerschmitt Me 262.. In particolare, il sistema di lubrificazione della pompa dell'idrogeno liquido studiata dalla Aerojet prevedeva che i cuscinetti di supporto dell'albero fossero investiti da un getto di olio nebulizzato in una corrente di azoto per evitare gli insormontabili problemi di una lubrificazione convenzionale a così basse temperature.

Disegno schematico dell'impianto di alimentazione dei motori principali dello Space Shuttle.

In Unione Sovietica lo studio di cicli termodinamici più efficienti portarono, dalla fine degli anni quaranta, all'introduzione della tecnica della combustione stadiata in cui una parte del propellente viene bruciata in eccesso di ossidante o di comburente in un precombustore che alimenta la turbina della turbopompa. I gas di scarico, uniti alla rimanente parte del propellente, sono poi pompati nella camera di combustione principale dove si completa la reazione di combustione. In questo modo il calore residuo dei gas che hanno azionato la turbina rimane nel ciclo del motore aumentandone l'efficienza.
Uno dei più complessi impianti di alimentazione per motori a razzo a propellente liquido fu quello studiato per i motori principali dello Space Shuttle. Costituito di due turbopompe separate (una per l'ossidante ed una per il combustibile) alimentate da due precombustori, era in grado di aumentare la pressione dell'idrogeno liquido a 45 MPa e l'ossigeno a 55 MPa per una portata complessiva pari a 468 kg/s.

## Tecnica
Le pompe possono essere di due tipi: centrifughe, basate sull'effetto della forza centrifuga su di un fluido o assiali nelle quali il fluido scorre (comprimendosi) parallelamente all'asse di rotazione. Le pompe centrifughe sono in genere precedute da un induttore palettato che ha il compito di fornire un primo, modesto, incremento di pressione al fluido evitando il fenomeno della cavitazione nelle palette della girante.
Le pompe a flusso assiale hanno diametri inferiori e sono preferite per fluidi a bassa densità. Rispetto alle pompe centrifughe, per garantire l'incremento di pressione richiesto sono necessari numerosi stadi di compressione (analogamente ai compressori assiali usati in campo aeronautico). Quelle centrifughe, di contro, hanno ingombri trasversali maggiori, ma sono più efficienti a comprimere fluidi ad alta densità.
La turbina della turbopompa può essere ad azione (o impulso) e a reazione (con grado di reazione di circa 0,5). Nel primo caso l'espansione dei gas avviene solamente nella parte statorica dello stadio, mentre nel secondo caso l'espansione avviene in egual misura nella parte statorica e rotorica. I gas che muovono la turbina, a seconda del ciclo termodinamico del motore, possono essere generati da una camera di combustione dedicata o da un precombustore (come nel caso del ciclo a combustione stadiata) o dall'espansione del propellente a seguito del riscaldamento dovuto al raffreddamento rigenerativo dell'ugello di scarico del motore.